# Andra Žeželj
Andra Žeželj (1900-1976) fue un deportista yugoslavo que compitió en remo. Ganó una medalla de plata en el Campeonato Europeo de Remo de 1929, en la prueba de ocho con timonel.

## Palmarés internacional
| Campeonato Europeo | Campeonato Europeo  | Campeonato Europeo | Campeonato Europeo |
| Año                | Lugar               | Medalla            | Prueba             |
| ------------------ | ------------------- | ------------------ | ------------------ |
| 1929               | Bydgoszcz (Polonia) | Medalla de plata   | Ocho con timonel   |